# Cetoniinae
Sous-famille
Les Cetoniinae (cétoines) sont une sous-famille d'insectes de l'ordre des coléoptères, de la famille des Scarabaeidae.
Les Cetoniinae sont représentés en Europe par plus de trente espèces différentes, de couleurs habituellement vives et à reflets métalliques. Il en existe dans le monde plus de 4 000 espèces. La faune africaine est particulièrement riche en espèces.

## Particularités anatomiques
- Le clypeus est échancré latéralement en avant des yeux.
- Le clypeus recouvre à la vue dorsale le labre et les mandibules.
- Antennes de 10 articles les 3 derniers constituant la massue.
- Les hanches antérieures sont saillantes et coniques.

## Dimorphisme
- Pour le genre Cetonia Gory & Percheron, 1833, les mâles ont les derniers sternites abdominaux avec une nette dépression centrale.
- Pour le genre Protaetia Burmeister, 1832, le dernier sternite abdominal des mâles a la ponctuation effacée en son milieu.

## Autres particularités
- Sauf chez les Cetoniidae, Trichiinae, les élytres ne s’ouvrent pas pour le vol mais laissent passer les ailes en se soulevant légèrement.

## Éthologie
- Les formes adultes se nourrissent d'aliments riches en sucres rapides : nectar, fruits murs, sève. Certaines espèces sont floricoles, d'autres  surtout attirés par les matières fermentées (fruits, sève). Leur activité est essentiellement diurne. Pour inventorier certaines espèces discrètes, les scientifiques utilisent des pièges avec une matière fermentée (bière, vin, sucre, fruits...)[1].
- Les larves se développent dans les matières végétales en décomposition, et tout particulièrement dans le terreau des arbres creux. On trouve également les larves des certaines espèces (Cetonia notamment) dans les tas de compost.

## Taxinomie
Selon Wikispecies, il y a 12 tribus:

Cetoniini – Cremastocheilini – Diplognathini – Goliathini – Gymnetini – Phaedimini – Schizorhinini – Stenotarsiini – Taenioderini – Trichiini – Valgini – Xiphoscelidini
Tribu Cetoniini

Sous-tribu des Cetoniina Leach, 1815
- Aethiessa Burmeister, 1842
- Cetonia Fabricius, 1775 Cétoine dorée
- Chlorixanthe Bates, 1889
- Euphoria Burmeister, 1842
- Heterocnemis Albers, 1852

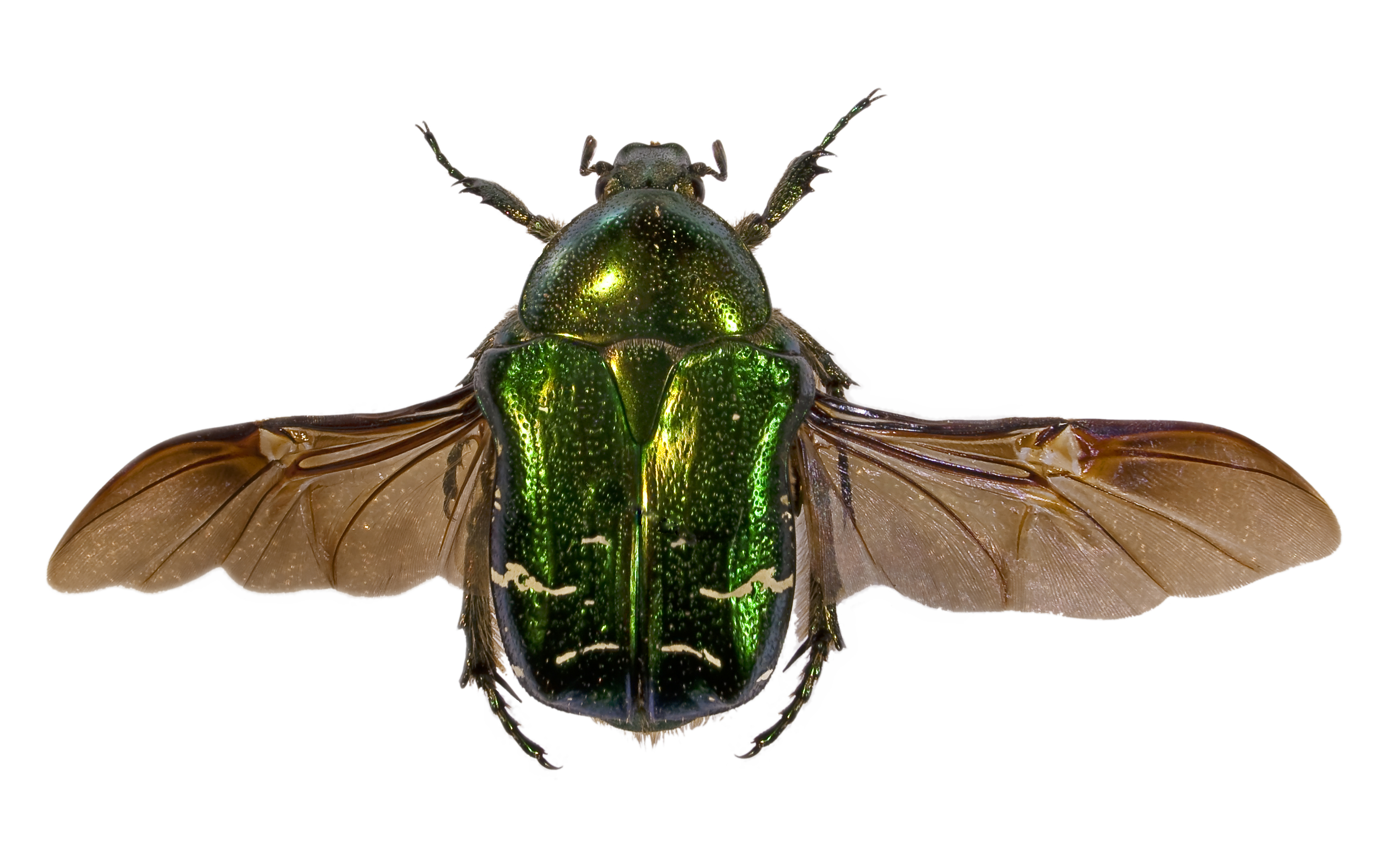
Cétoine dorée

- Ischnoscelis Burmeister, 1842 (Amérique)Ischnocelis hoepfneri

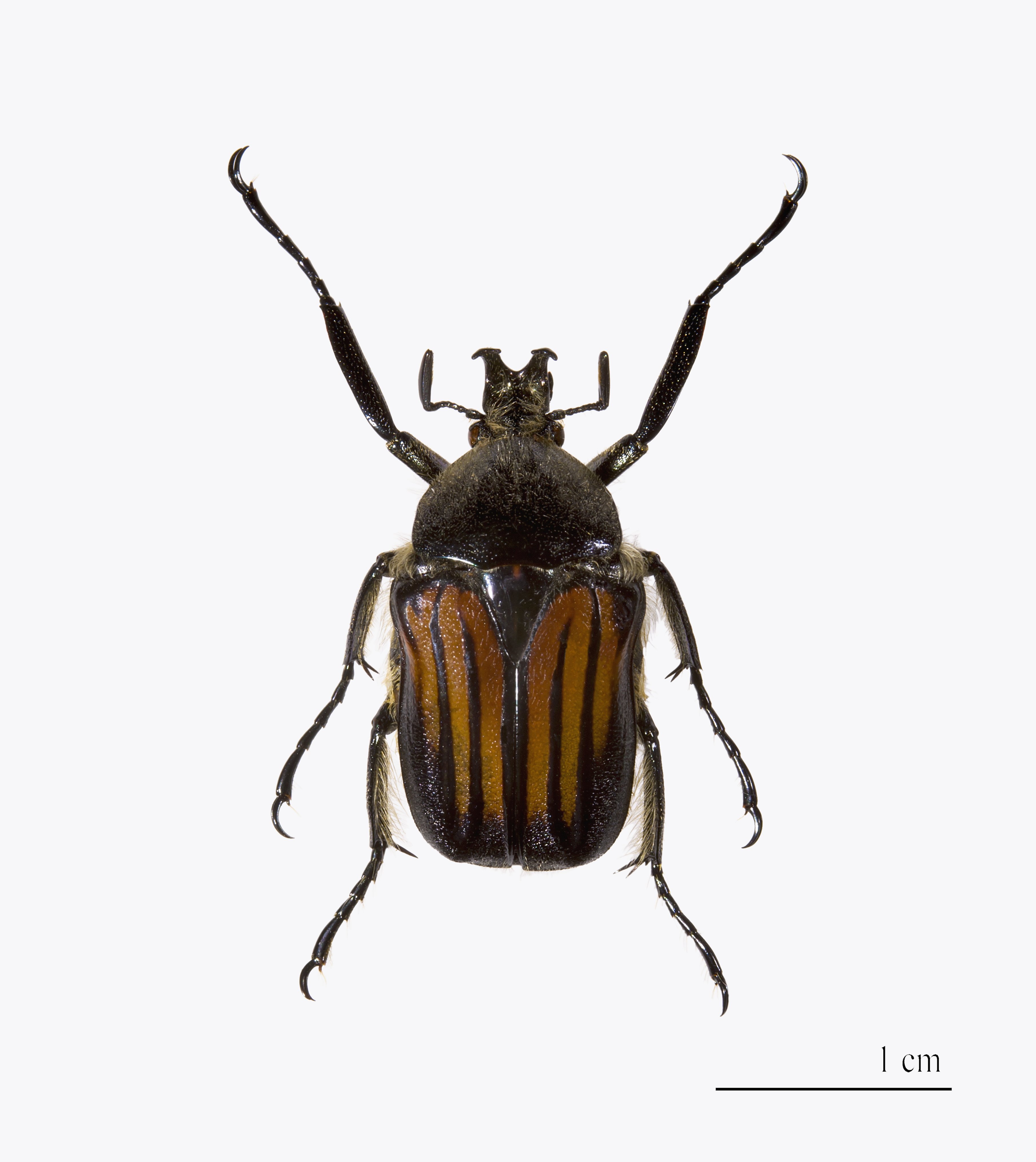
Ischnocelis hoepfneri

- Protaetia Burmeister, 1842 Protaetia aeruginosa

- Pseudourbania Mikšič, 1965
- Tropinota Mulsant, 1842
- Urbania Mikšič, 1963

Sous-tribu des Leucocelina
- Homothyrea Kolbe, 1895
- Leucocelis Burmeister, 1842
- Oxythyrea Mulsant, 1842
- Paleira Reiche, 1871
- Agestrata Eschscholtz, 1829
- Anthracophora Burmeister, 1842
- Dischista Burmeister, 1842
- Gametis Burmeister, 1842
- Glycyphana Burmeister, 1842
- Ichnestoma Gory & Percheron, 1834
- Pachnoda Burmeister, 1842
- Polybaphes Kirby, 1827
- Stalagmosoma Burmeister, 1842

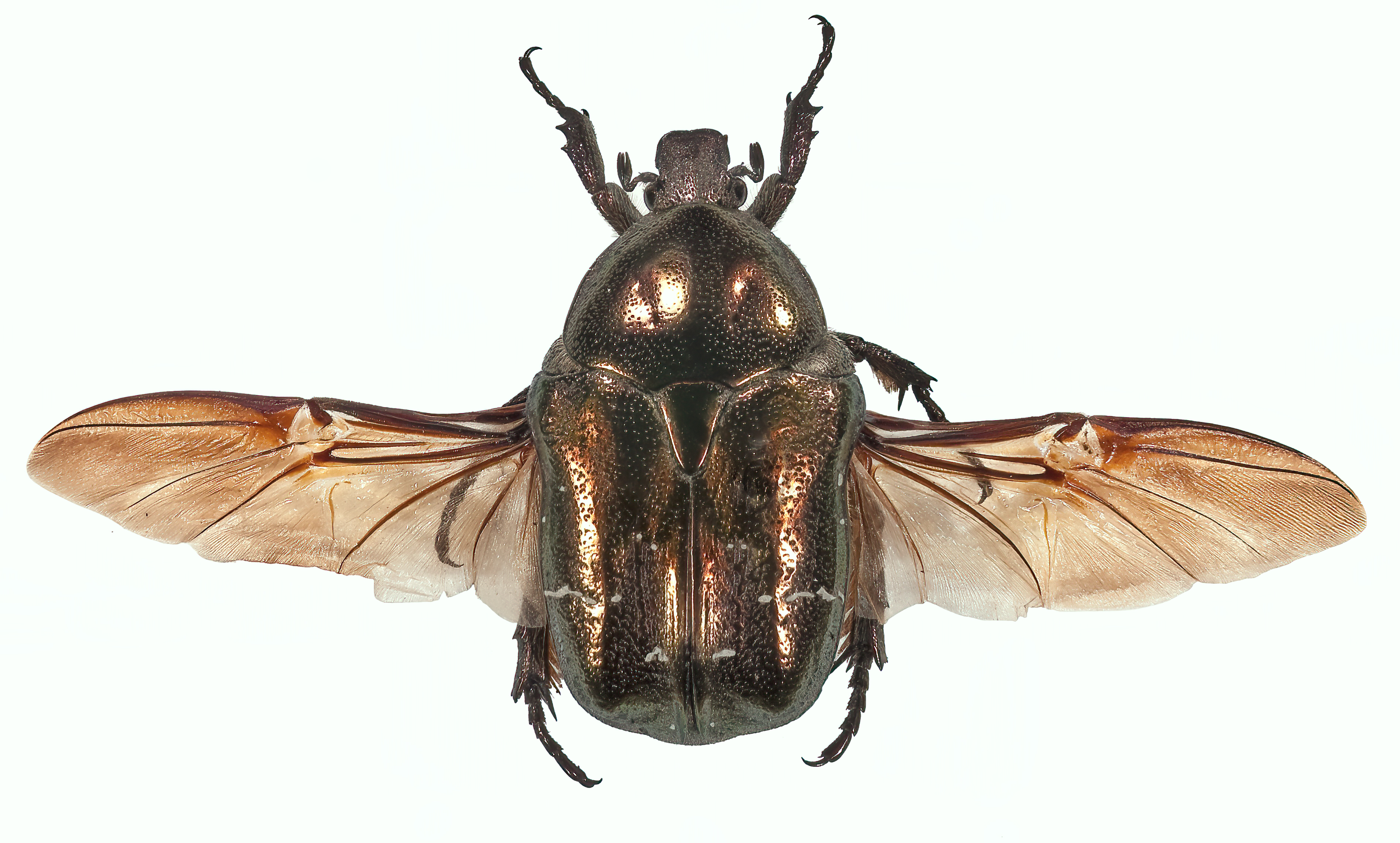
Protaetia aeruginosa

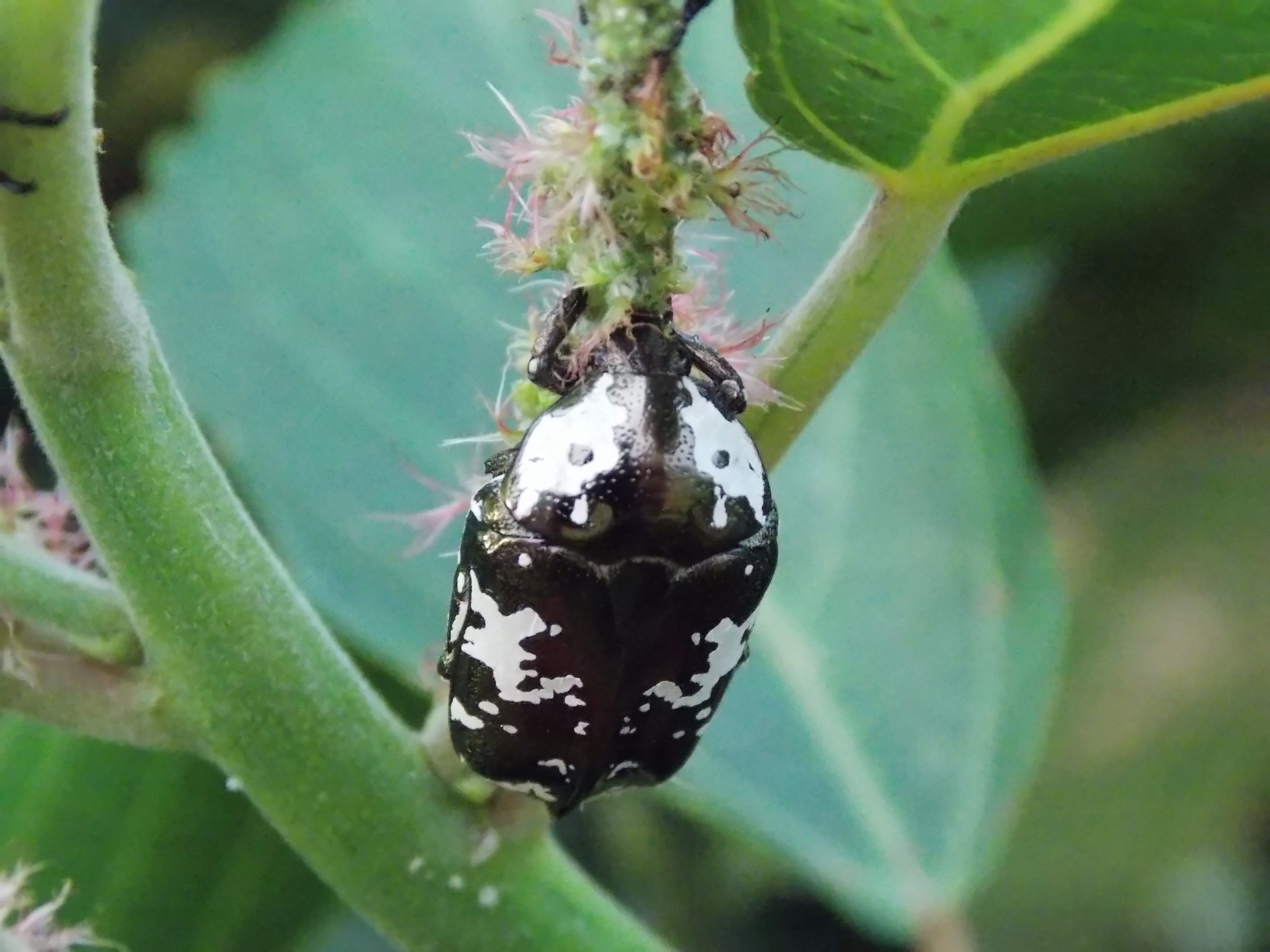
Protaetia aurichalcea sur une plante

Sous-tribu des Cremastocheilini Burmeister & Schaum, 1841
- Centrochilus Krikken, 1976
- Cremastocheilus Knoch, 1801
- Genuchinus Westwood, 1874
- Lissomelas Bates, 1889
- Psilocnemis Burmeister, 1842
- Campsiura Hope, 1831

Tribu des Goliathini Latreille, 1829

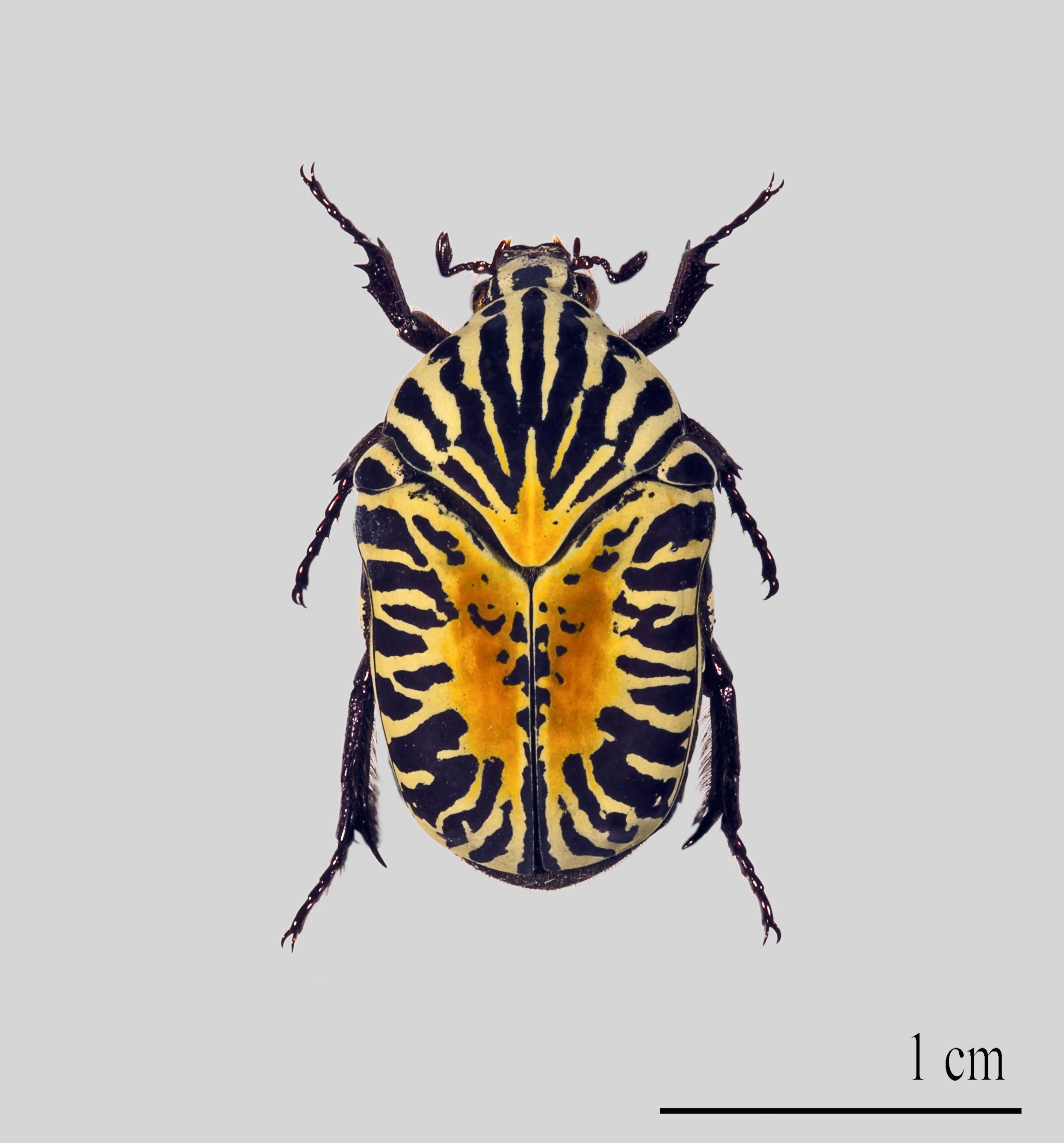
Gymnetis stellata

- Amaurodes Westwood, 1844
- Aphanochroa Kolbe, 1893
- Aphelorrhina Westwood, 1841
- Argyropheges Kraatz, 1895
- Asthenorella Westwood, 1874
- Asthenorrhina Westwood, 1843
- Brachymitra Kolbe, 1904
- Ceratorrhina Westwood, 1843
- Cheirolasia Westwood, 1843
- Chelorrhina Burmeister, 1842
- Chondrorrhina Kraatz, 1880
- Chordodera Burmeister, 1842
- Coelorrhina Burmeister, 1842
- Compsocephalus White, 1845
- Cyprolais Burmeister, 1842
- Daedycorrhina Bates, 1888
- Dicellachilus Waterhouse, 1905
- Dicronocephalus Hope, 1837
- Dicronorrhina Hope, 1837
- Dyspilophora Kraatz, 1880
- Eudicella White, 1839
- Eutelesmus Waterhouse, 1880
- Fornasinius Berteloni, 1853
- Genyodonta Burmeister, 1842
- Gnorimimelus Kaatz, 1880
- Goliathus Lamarck, 1801
- Hegemus Thomson, 1881
- Inhambane Péringuey, 1907
- Mecynorhina Hope, 1837
- Megalorhina Westwood, 1847
- Melinesthes Kraatz, 1880
- Neptunides Thomson, 1879
- Pedinorrhina Kraatz, 1880
- Plaesiorrhina Burmeister, 1842
- Priscorrhina Krikken, 1984
- Ptychodesthes Kraatz, 1883
- Raceloma Thomson, 1877
- Ramphorrina Berteloni, 1855
- Scythropesthes Kraatz, 1880
- Smaragdesthes Kraatz, 1880
- Smicorhina Westwood, 1847
- Spelaiorrhina Lansberge, 1886
- Stephanocrates Kolbe, 1892
- Stephanorrhina Burmeister, 1842
- Taeniesthes Kraatz, 1880
- Taurhina Burmeister, 1842

Tribu des Gymnetini
- Amithao
- Argyripa
- Balsameda
- Chiriquibia
- Cotinis Gory & Percheron, 1883
- Guatemalica
- Gymnetina Casey, 1915
- Gymnetis MacLeay, 1819 (Amérique) Gymnetis stellata
- Gymnetosoma Martínez, 1949
- Hadrosticta
- Halffterinetis Morón & Nogueira, 2007
- Hologymnetis Martínez, 1949
- Hoplopyga
- Marmarina
- Neocorvicoana Ratcliffe & Micó

Tribu des Heterorrhinini
- Heterorrhina
- Pseudotorynorrhina
- Rhomborrhina

Tribu des Schizorhinini
- Aphanesthes Kraatz, 1880
- Bisallardiana Antoine, 2003
- Chalcopharis Heller, 1901
- Chlorobapta Kraatz, 1880
- Chondropyga Kraatz, 1880
- Clithria Burmeister, 1842
- Diaphonia Newman, 1840
- Dichrosoma Kraatz, 1885
- Dilochrosis Thomson, 1878
- Eupoecila Burmeister, 1842
- Hemichnoodes Kraatz, 1880
- Hemipharis Burmeister, 1842
- Ischiopsopha Gestro, 1874
- Lenosoma Kraatz, 1880
- Lomaptera Gory & Percheron, 1833
- Lyraphora Kraatz, 1880
- Macrotina Strand, 1934
- Metallesthes Kraatz, 1880
- Micropoecila Kraatz, 1880
- Mycterophallus Van de Poll, 1886
- Neoclithria Van de Poll, 1886
- Neorrhina Thomson, 1878
- Phyllopodium Schoch, 1895
- Poecilopharis Kraatz, 1880
- Pseudoclithria Van de Poll, 1886
- Schizorhina Kirby, 1825
- Schochidia Berg, 1898
- Stenopisthes Moser, 1913
- Tapinoschema Thomson, 1880
- Trichaulax Kraatz, 1880

Tribu des Trichiini Fleming, 1821
- Osmoderma Lepeletier & Serville, 1825
- Agnorimus Miyake et alii, 1991
- Apeltastes Howden, 1968
- Gnorimella Casey, 1915
- Gnorimus Lepeletier & Serville, 1825
- Trichiotinus Casey, 1915
- Trichius Fabricius, 1787
- Trigonopeltastes Burmeister, 1840

Tribu des Valgini Mulsant, 1842
- Chromovalgus Kolbe, 1897
- Microvalgus Kraatz, 1883
- Valgus Scriba, 1790

incertae sedis : 
- Anelaphinis Kolbe 1912
- Caelorrhina
- Coilodera
- Conradtia
- Costinota
- Epitrichius Tagawa, 1941
- Gnathocera
- Heteroclita Burmeister, 1842
- Ischnostomiella Krikken, 1978
- Lansbergia Ritsema 1888
- Protoclita Krikken, 1978
- Pygora
- Rhabdotis

### Genres rencontrés en Europe
- Aethiessa Burmeister 1842
- Cetonia Fabricius 1775
- Heterocnemis Albers 1852
- Oxythyrea Mulsant 1842 - dont Oxythyrea funesta, la Cétoine grise
- Paleira Reiche 1871
- Protaetia Burmeister 1842
- Trichius Fabricius, 1787 - dont Trichius fasciatus, la Trichie commune
- Tropinota Mulsant 1842